# Kristbergs landskommun
Kristbergs landskommun var en tidigare kommun i Östergötlands län.

## Administrativ historik
När 1862 års kommunalförordningar trädde i kraft inrättades i Kristbergs socken i Bobergs härad i Östergötland då denna kommun. Mellan 24 oktober 1919 och 31 december 1949 fanns  Borensbergs municipalsamhälle inrättat i med en mindre del denna kommun och huvuddelen i Brunneby landskommun.
Vid kommunreformen 1952 uppgick denna  i storkommunen Borensbergs landskommun som 1971 uppgick i Motala kommun.

## Politik

### Mandatfördelning i valen 1942-1946
| 3 | 19 |

| 21 |

| 3 | 19 |

| 21 |